# Duke of Connaught

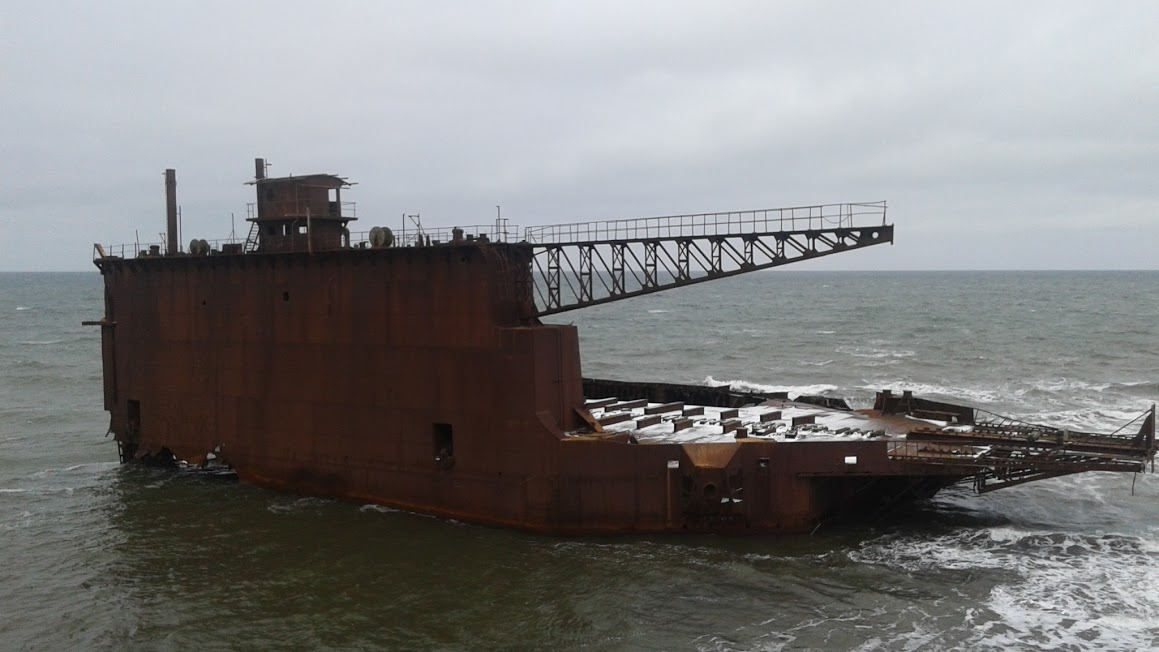
L'une des deux sections du Duke of Connaught échouée aux Îles-de-la-Madeleine, près du quai de l'Étang-du-Nord.

Le Duke of Connaught est une cale sèche construite en 1912 en Angleterre. Elle fut opérée par la compagnie Canadian Vickers dans le Port de Montréal. Le 22 novembre 1988, alors qu'elle était remorquée en direction de Sydney, (Nouvelle-Écosse) afin d'y être démontée, une tempête cause une rupture du câble de remorquage. La cale sèche est sectionnée en deux durant sa dérive et ses parties s'échouent finalement peu de temps après sur le rivage des Îles-de-la-Madeleine. Les Madelinots surnomment ces deux épaves «gabares».  

## L'explosion du Cymbeline et l'intervention du Frère André
Durant l'été 1932, Le Duke of Connaught soulève en cale sèche le pétrolier Cymbeline afin que soit effectués des travaux de soudure. Le 17 juin 1932, une première explosion survient et nécessite rapidement la présence de nombreux pompiers sur les lieux. Une seconde explosion, plus puissante que la première, se produit alors. Une trentaine d'hommes y perdent la vie dont le directeur du Service des incendies de Montréal, Raoul Gauthier. Après plusieurs jours de recherche, le corps du directeur n'est toujours pas retrouvé. Le frère André se déplace donc sur les lieux de la tragédie, où il récite quelques prières et y jette des médaillons à l'eau. Le lendemain, c'est précisément à cet endroit que le corps de Raoul Gauthier est retrouvé. Des funérailles civiques furent célébrées le 22 juin devant plus de 50 000 personnes à Montréal.